# Liste der Baudenkmale in Großheide
Die Liste der Baudenkmale in Großheide enthält die nach dem Niedersächsischen Denkmalschutzgesetz geschützten Baudenkmale in der ostfriesischen Gemeinde Großheide. Die Quelle der Baudenkmale ist der Denkmalatlas Niedersachsen. Der Stand der Liste ist der 16. Januar 2024.

## Allgemein
In den Spalten befinden sich folgende Informationen:
- Lage: die Adresse des Baudenkmales und die geographischen Koordinaten. Kartenansicht, um Koordinaten zu setzen. In der Kartenansicht sind Baudenkmale ohne Koordinaten mit einem roten Marker dargestellt und können in der Karte gesetzt werden. Baudenkmale ohne Bild sind mit einem blauen Marker gekennzeichnet, Baudenkmale mit Bild mit einem grünen Marker.
- Bezeichnung: Bezeichnung des Baudenkmales
- Beschreibung: die Beschreibung des Baudenkmales. Unter § 3 Abs. 2 NDSchG werden Einzeldenkmale und unter § 3 Abs. 3 NDSchG Gruppen baulicher Anlagen und deren Bestandteile ausgewiesen.
- ID: die Objekt-ID des Baudenkmales
- Bild: ein Bild des Baudenkmales, ggf. zusätzlich mit einem Link zu weiteren Fotos des Baudenkmals im Medienarchiv Wikimedia Commons. Wenn man auf das Kamerasymbol klickt, können Fotos zu Baudenkmalen aus dieser Liste hochgeladen werden:

## Arle
| Lage                                                         | Bezeichnung                  | Beschreibung | ID       | Bild |
| ------------------------------------------------------------ | ---------------------------- | --- | -------- | --- |
| Am Friedhof 2 53° 36′ 34″ N, 7° 23′ 31″ O                    | St. Bonifatius               | Einschiffiger romanischer Tuffsteinbau m. halbrunder Apsis, hier Lisenen u. Rundbogenfries erhalten. Zahlreiche Ausbesserungen in Backstein und Ziegel. Glockenturm um 1900. | 34644103 | Weitere Bilder |
| Am Friedhof 2 53° 36′ 33″ N, 7° 23′ 30″ O                    | St. Bonifatius (Friedhof)    | Grabsteine von 1865 bis 1915. | 34644080 | BW |
| Am Friedhof 2 53° 36′ 33″ N, 7° 23′ 28″ O                    | St. Bonifatius (Kirchwurt)   | | 34645078 | BW |
| Am Friedhof 2 53° 36′ 35″ N, 7° 23′ 30″ O                    | St. Bonifatius (Einfriedung) | | 34645179 | BW |
| Am Friedhof 11 53° 36′ 33″ N, 7° 23′ 35″ O                   | St. Bonifatius (Pastorat)    | Kleines Wohnwirtschaftsgebäude im Gulfhausstil von 1863. Wohnteil weitestgehend erhalten.                                                                                    | 34644127 | BW |
| Am Friedhof 13 53° 36′ 32″ N, 7° 23′ 36″ O                   | Wohnhaus                     | 1-gesch. Ziegelbau unter Satteldach. Traufen- und Giebelgesims in Tropfenform. Giebel 3-achsig, Traufen 6-achsig. Segmentbogen-Fenster mit Verdachungen. Um 1890.            | 34644151 | BW |
| Arler Straße 7 53° 36′ 33″ N, 7° 23′ 8″ O                    | Kriegerdenkmal               | Ehrenmal für die Gefallenen der beiden Weltkriege. | 34644174 | BW |
| (Südarle) Auricher Weg 11 53° 34′ 12″ N, 7° 24′ 57″ O        | Gulfhaus (Landarbeiterhaus)  | Gut erhaltener Ziegelbau mit 1- gesch. Wohnteil. Segmentbogenfenster mit Verdachungen. Um 1900.                                                                              | 34644681 | [[Vorlage:Bilderwunsch/code!/C:53.570011,7.415855!/D:(Südarle) Auricher Weg 11, Gulfhaus (Landarbeiterhaus)!/\|BW]]        |
| (Südarle) Südarler Landstraße 47 53° 34′ 34″ N, 7° 24′ 21″ O | Gulfhaus (Landarbeiterhaus)  | Ziegelbau mit 1-gesch. Wohnteil unter Krüppelwalmdach. Fenster und Türen original erhalten. Um 1910/15.                                                                      | 34644705 | [[Vorlage:Bilderwunsch/code!/C:53.576163,7.405761!/D:(Südarle) Südarler Landstraße 47, Gulfhaus (Landarbeiterhaus)!/\|BW]] |

## Berumerfehn
| Lage                                           | Bezeichnung                                  | Beschreibung | ID       | Bild |
| ---------------------------------------------- | -------------------------------------------- | --- | -------- | ---- |
| Berumerfehner Forst 53° 33′ 25″ N, 7° 21′ 5″ O | Denkmal                                      | Denkmal zur Erinnerung an die Gründung der Norder Fehngesellschaft im Jahre 1794. In Ziegelwand eingelassene Inschriftenplatte aus Sandstein. | 34644195 |      |
| Berumerfehner Forst 53° 33′ 26″ N, 7° 21′ 4″ O | Teich                                        | | 34644858 | BW   |
| Berumerfehner Forst 53° 33′ 27″ N, 7° 21′ 4″ O | Grünanlage                                   | | 34645131 | BW   |
| Dorfstraße 35 53° 33′ 34″ N, 7° 20′ 50″ O      | Kompaniehaus                                 | Wohnteil eines ehem. Gulfhauses als Teil eines Hotel-/Restaurantkomplexes. Im Kern um 1830. | 34644218 |      |
| Mühlenweg 1 53° 33′ 45″ N, 7° 20′ 19″ O        | sog. Rote Mühle                              | 3-gesch. Galerieholländer. 1937 aus Carolinensiel transloziert und anstelle eines Erdholländers hier wiederaufgebaut. 1982/83 restauriert. | 34644243 |      |
| Mühlenweg 1 53° 33′ 45″ N, 7° 20′ 21″ O        | Müllerhaus                                   | Gulfhof, Ziegelbau mit Satteldach und Krüppelwalm am Wirtschaftsgiebel. Ursprünglich eingeschossiger Wohnteil straßenseitig durch Aufstockung zweigeschossig, hier Hauseingang und Fenster rechteckig, am Giebel im EG segmentbogige, rückseitig zum Garten rundbogige Fensteröffnungen, im Giebeldreieck zwischen zwei kleinen Fenstern Inschriftentafel mit Erbauungsjahr 1794. Wirtschaftsteil mit weitgehend neu aufgemauerten Außenwänden, am Wirtschaftsgiebel unter Verwendung rundbogiger Gusseisenfenster, rückseitig Anbau unter abgeschlepptem Dach. Vor Wohnhaus gestutzte Lindenbäume. | 51980145 | BW   |
| Verlaatsweg 53° 33′ 32″ N, 7° 20′ 43″ O        | Fehnkanal/Berumerfehnkanal (Schleusenanlage) | Schleusenkammer aus Ziegelmauerwerk, z. T. mit Sandsteineinfass ungen. Unteres Schleusentor vorhanden, oberes Tor durch Staustufe ersetzt. | 34644268 | BW   |
| Verlaatsweg 18 53° 33′ 33″ N, 7° 20′ 46″ O     | Wohnhaus                                     | Ehem. Schleusenwärterhaus. Schlichter 1-gesch. Ziegelbau mit zurückhaltendem Ziegeldekor unter Satteldach. Fenster überwiegend erhalten. Ende 19. Jh. | 34644291 | BW   |

## Coldinne
| Lage                                                 | Bezeichnung  | Beschreibung | ID       | Bild |
| ---------------------------------------------------- | ------------ | --- | -------- | ---- |
| Coldinner Straße 67 53° 35′ 20″ N, 7° 23′ 14″ O      | Scheune      | | 34644315 | BW   |
| Coldinner Straße 67 53° 35′ 19″ N, 7° 23′ 14″ O      | Gulfhaus     | | 34644337 | BW   |
| Coldinner Straße 67 53° 35′ 19″ N, 7° 23′ 16″ O      | Nebengebäude | | 34644359 | BW   |
| (Südcoldinne) Königsweg 5 53° 33′ 54″ N, 7° 23′ 7″ O | Mühle        | Wasserschöpfmühle von 1852. 1922 von Westrhauderfehn hierher transloziert. Erdholländer, Rumpf neu aufgemauert. Flügel und Steert erhalten. 1980/83 restauriert. | 34644730 |      |

## Großheide
| Lage                                             | Bezeichnung               | Beschreibung | ID       | Bild |
| ------------------------------------------------ | ------------------------- | --- | -------- | ---- |
| Friesenstraße 38 53° 34′ 58″ N, 7° 20′ 4″ O      | Gulfhaus                  | Ziegelbau mit 1-gesch. Wohnteil. Segmentbogenfenster mit Verdachungen. Um 1890.                                                                                   | 34644380 | BW   |
| Friesenstraße 39 53° 34′ 54″ N, 7° 20′ 6″ O      | Wohn-/ Wirtschaftsgebäude | Gulfhausähnlicher Ziegelbau mit 1-gesch. Wohnteil unter Walmdach. Ende 19. Jh.                                                                                    | 34644405 | BW   |
| Friesenstraße 39 53° 34′ 54″ N, 7° 20′ 7″ O      | Waschhaus                 | | 34644880 | BW   |
| Großheider Straße 47 53° 35′ 22″ N, 7° 20′ 27″ O | Gulfhaus                  | Freistehendes kleines Gulfhausunter abgewalmten Dach. Außenhaut z. T. neu aufgemauert. 1-gesch. Wohnteil mit verdachten Segmentbogenfenstern. Um 1890.            | 34644483 | BW   |
| Großheider Straße 53 53° 35′ 7″ N, 7° 20′ 36″ O  | Villa                     | Auffälliger 2-gesch. Putzbau mit Ziegelziersetzungen und Ecktürmchen. Im Osten 2-gesch. Wohnflügel. 1901 von der Fam. Doornkaat erbaut, später Schloß-Gaststätte. | 34644507 |      |
| Großheider Straße 53 53° 35′ 7″ N, 7° 20′ 36″ O  | Baumbestand               | | 34644507 | BW   |

## Ostermoordorf
| Lage                                      | Bezeichnung      | Beschreibung | ID       | Bild |
| ----------------------------------------- | ---------------- | --- | -------- | ---- |
| Dorfstraße 74 53° 33′ 46″ N, 7° 21′ 29″ O | Landarbeiterhaus | Weitgehend erhaltenes Landarbeiterhaus mit quererschlossenem Wi-Teil unter Krüppelwalmdach. Um 1900.                                                                     | 34644533 | BW   |
| Dorfstraße 74 53° 33′ 45″ N, 7° 21′ 28″ O | Waschhaus        | | 34645053 | BW   |
| Röttweg 5 53° 34′ 2″ N, 7° 21′ 35″ O      | Gulfhaus         | 1-gesch. Wohnteil mit Drempel. Traufseiten mit kleinen Halbkreisfenstern über den verdachten Segmentbogen-Fenstern. 2. Hälfte 19. Jh.                                    | 34644612 | BW   |
| Schulweg 30 53° 33′ 58″ N, 7° 21′ 55″ O   | Schule           | 1-gesch. Ziegelbau unter Satteldach mit seitlichem Eingangsvorbau unter Walmdach. Fassadengliederung durch Traufentürmchen, Giebelbekrönung und Ecklisenen. Ende 19. Jh. | 34644636 | BW   |
| Schulweg 31 53° 33′ 58″ N, 7° 21′ 56″ O   | Wohnhaus         | 1-gesch. Ziegelbau mit Drempel unter Krüppelwalmdach. Gliederung durch Ecklisenen und Segmentbogenfenster. Ende 19. Jh.                                                  | 34644658 | BW   |
| Schulweg 31 53° 33′ 59″ N, 7° 21′ 56″ O   | Stallanbau       | | 34645030 | BW   |

## Westerende
| Lage                                              | Bezeichnung                     | Beschreibung | ID       | Bild                                                                                                |
| ------------------------------------------------- | ------------------------------- | --- | -------- | --------------------------------------------------------------------------------------------------- |
| >Helmer Weg 2 53° 38′ 19″ N, 7° 22′ 2″ O          | Ostercoldinner Grashaus         | | 34639090 | [[Vorlage:Bilderwunsch/code!/C:53.638499,7.367199!/D:>Helmer Weg 2, Ostercoldinner Grashaus!/\|BW]] |
| Helmer Weg 2 53° 38′ 20″ N, 7° 22′ 3″ O           | Ostercoldinner Grashaus (Wurt)  | | 34645101 | BW                                                                                                  |
| Helmer Weg 2 53° 38′ 18″ N, 7° 22′ 1″ O           | Ostercoldinner Grashaus (Allee) | | 34644938 | BW                                                                                                  |
| Westerender Straße 28 53° 36′ 39″ N, 7° 21′ 35″ O | Wohn-/ Wirtschaftsgebäude       | | 34644785 | BW                                                                                                  |
| Westerender Straße 46 53° 36′ 40″ N, 7° 21′ 53″ O | Fliesenzimmer                   | | 34644938 | BW                                                                                                  |
| Westerender Straße 47 53° 36′ 41″ N, 7° 21′ 59″ O | Gulfhaus                        | Backsteinbau mit 2-gesch. Wohnteil. Westtraufe des Wi-Teils neu aufgemauert. Segmentbogenfenster mit Verdachungen. Um 1880. | 34644809 | BW                                                                                                  |